# (33179) Arsènewenger
(33179) Arsènewenger est un astéroïde de la ceinture principale.

## Découverte et nom
L'astéroïde fut découvert le 29 mars 1998 par Ian P. Griffin, qui est fan de l'Arsenal Football Club. Le 21 novembre 2007, l'Union astronomique internationale nomme, sur proposition de Ian P. Griffin, l'astéroïde « (33179) Arsènewenger » d'après l'entraîneur d'Arsenal, Arsène Wenger, en l'honneur de tous les titres que ce dernier a apporté à son club de cœur. Cet astéroïde semble être le seul astéroïde nommé d'après un entraîneur de football. La citation du nommage est :

« L'astéroïde (33179) Arsènewenger est nommé en honneur aux succès d'Arsène Wenger OBE, entraîneur de football français, qui est entraîneur d'Arsenal en Angleterre depuis 1996. Il est l'entraîneur le plus couronné de succès en termes de trophées remportés. En 2004, il devint le seul entraîneur de l'histoire de la Premier League à faire une saison entière sans défaite. L'équipe de Wenger est reconnue pour sa belle approche du jeu. »

## Caractéristiques physiques
(33179) Arsènewenger mesure entre 3 et 9 kilomètres de diamètre.

## Caractéristiques orbitales
(33179) Arsènewenger a une période orbitale de 1 544,294 218 9 jours (4,23 ans),.

### Note
1. ↑  Traduction libre de la citation originale en anglais : « Asteroid 33179 Arsènewenger is named to honour the achievements of Arsène Wenger OBE (1949–), a French football manager, who has been manager of Arsenal in England since 1996. He is the club's most successful manager in terms of trophies won. In 2004, he became the only manager in Premier League history to go through an entire season undefeated. Wenger's teams is renowned for their beautiful approach to the game. »